# اندرو لاتیمر
اندرو لاتیمر (به انگلیسی: Andrew Latimer) (زاده ۱۷ می ۱۹۴۹،شهر گیلفورد انگلستان) آهنگساز و نوازنده انگلیسی و یکی از اعضای اصلی گروه موسیقی پراگرسیو راک کمل است.
تخصص اصلی او نواختن گیتار و خوانندگی است، اما در کنار آن به نواختن فلوت و کیبورد نیز مشغول است.
شیوهٔ نواختن گیتار لاتیمر، ملودیک و خوش نوا، گیرا و جذاب، وهیجانی و پرشور است.روزنامه نگار مجرب مارک چالینور، او را به عنوان یک آهنگساز برجسته، ترانه سرای عالی، و از لحاظ احساسی خواننده‌ای دلنشین معرفی کرده‌است.با این حال او و گروه موسیقی کمل در طول حرفه هنری شان همیشه زیر سایه گروه‌های پر طرفدار دیگر بوده وتحت الشعاع گروه‌های پراگرسیو راک این دوران قرار گرفته‌اند.استیو راثری گیتاریست گروه ماریلیون او را تأثیر برتر بر روی نوازندگی خود خوانده‌است.
گیتار مورد علاقهٔ لاتیمرمعمولاً گیبسون لس پال است، اما او همچنین با گیتار فندر استرتوکستر و سایر گیتارها نیز نواخته‌است.همچنین او از دههٔ نود به بعد با گیتار بانی سوپر گرید، یکی از مدلهای دههٔ هشتاد گیبسون لس پال نواخته‌است. دامنهٔ آمپلی فایرهایی که او به کار می‌برد از فندر به وکس و مارشال ختم می‌شود.
او کمپانی موسیقی ای به نام کمل پروداکشن تأسیس کرده که آلبومهای جدید کمل را از ابتدای دههٔ نود تا کنون منتشر کرده‌است.
در می‌سال ۲۰۰۷، سوزان هوور، همسر اندرو، اعلام کرد که اندرو لاتیمر از سال ۱۹۹۲ مبتلا به نوعی بیماری خونی در حال پیشرفت به نام پلی سیتمی ورا بوده که با گذشت زمان به میلوفیروزیس تبدیل شده‌است.این خبر از طریق وب سایت کمل پروداکشن منتشر شد و یکی از دلایلی بود که کمل تورهای گسترده موسیقی خود را متوقف کرد.
لاتیمر در اواخر سال ۲۰۰۷ یک عمل پیوند مغز استخوان انجام داد و در سپتامر ۲۰۰۸ به خانهٔ خود بازگشت و بالاخره توانست دوباره نیروی خود را بازیابی کند.
او حتی احتمال برگزاری یک تور موسیقی در مقیاس کوچکتر را مطرح کرد.
گروه در اکتبر ۲۰۱۳ توری را تحت عنوان "بازنشستگی مزخرف است" را اجرا کرد و در پی استقبال طرفداران توری برای اوایل ۲۰۱۴ نیز تدارک دیده شد.
در ادامه همین سال با توجه به جراحی جایگزینی زانوی لاتیمر، تور گروه متوقف شد.
اندرو لاتیمر در سال ۲۰۱۴ جایزه یک عمر دستاورد هنری پروگرسیو میوزیک اواردز را از آن خود کرد.